# Hymenomima memor
Hymenomima memor là một loài bướm đêm trong họ Geometridae.